# Слатино (област Кюстендил)
Вижте пояснителната страница за други значения на Слатино.

Кмет : 2024 г. Обновявам на Екатерина Андонова 
Слатино е село в Западна България. То се намира в община Бобошево, област Кюстендил.

## География
Слатино се намира в Югозападен регион на България в Кюстендилска област. Административно е съставно селище на Бобошевска община от 1 януари 1956 година (дотогава е общински център на съставна селска община в Дубнишка околия за целия период от Освобождението) и землището му е разположено в западното подножие на Северозападна Рила планина на площ от 12.273 km² (НСИ), на 430m (300 – 490)m надморска височина по бреговете на река Бадинска и долинното разширение на рекичката/барата Герено. 
Слатино е отдалечено на 1,1 км източно от главен път Е-79. 
Намира се на 14,1 км южно от старият околийски център град Дубница. 
Слатино отстои на 79,2 км южно от град София,на 6,4 км източно от общинския център Бобошево, на 45,2 км югоизточно от областния център Кюстендил, на 22,0 км северно от Благоевград и на 41,9 км от Рилския манастир.

### Климат
Климатът е преходно континентален с изразено Средиземноморско влияние. Ерозирани, слабо подсолени канелени горски почви;
Земетръсна зона-№9 (Сеизмичен коефициент 0,27).

### Селско стопанство
До 1991 са развити тютюно-производството, овощарството и многоотрасловото животновъдство.
След 2001г. се развива интензивно зърнопроизводството.

### Население
| 1880 | 1900 | 1920 | 1934 | 1946 | 1965 | 1985 | 2001 | 2008 | 2010 | 2011 | 2022 |
| ---- | ---- | ---- | ---- | ---- | ---- | ---- | ---- | ---- | ---- | ---- | ---- |
| 519  | 725  | 976  | 1402 | 1469 | 1313 | 970  | 622  | 586  | 517  | 449  | 420  |

### Транспорт
- Автобусни връзки – Бобошево, Дупница, София;
- Железопътни връзки – Гара Бобошево, отстои на 64,9 км от град София (ндв – 388 м) на 1.5 км югозападно от Слатино.

## История
В дарствената грамота на последния владетел на Търновска България – цар Иван Шишман (1371 – 1393), която е дал на Рилския манастир на 21 септември 1378 г.(Eдинствен документ, съхранен понастоящем в България от цялото богатство и многообразие на официални граждански и църковни документи издадени от средновековната Българска държава) са включени земите на Слатино, но самото то не е споменато, за разлика от селата Кръчино и Бадино.
Най-старите писмени сведения за Слатино под името Ислатина са открити в турски регистри от 1514г.
Източник:
Rumeli_eyaleti.pdf-Ankara, 2013
Ha стр.385,column 2, row 20 е записано
с.Islatina к., k.Dubnice n.,Ilica kz., Kostendil 1.:TD 167/233 в данъчния регистър 1514-1550г.
Toва е по време на управлението на султан Селим I Гази(1512-1520) и неговия син султан Сюлейман Великолепни(1520-1566)
По-късен източник е:
(Джелепкешанския дефтер/на овцевъдите) от 1576 година, създаден по време на османското владичество при управлението на българските земи от султан Мурад III(1574 – 1595) и великия везир Мехмед паша Соколович/Соколлу (1565 – 1579)-сърбин от Херцеговина с рождено име Байца Ненадич. В детството си е помехамеданчен и дълги години служи в еничарския корпус, участва във военните походи на Изток и прави впечатляваща кариера на военен и държавник. Възстановява Печката Сръбска патриаршия. Днешниятобщински център гр. Бобошево се споменава, като частно владение, мюлк на Есмихан Султан, дъщеря на султан Селим II (1566 – 74) и жена на великия везир Мехмед паша – Соколлу в подробен описен дефтер за Кюстендилския санджак от 1570 г. В него се казва, че селата Бобошево и Илковци се дават като мюлк на „Нейно величество Есмихан Султан", като населението се освобождава от плащането на някои данъци и повинности, а също така и от събирането на момчета за еничари. В тези селища се забранява и достъпът на държавни чиновници. Дефтерът за тази година регистрира в Бобошево 330 домакинства и споменава плащането на пазарна такса, което показва, че там е имало тържище.
Сто години по-рано през 1470г. по тези места е бил построен прочутият    5-сводест каменен Кадин мост над р.Струма с дължина 100m, ширина 5m и главен отвор 20m.
```
Съществуват още три хипотези за произхода на името Слатино, от които най-вероятна е третата:
```

1. През 19 век от реката, минаваща през селото се е добивало злато – оттам произлиза и името.
2. Може ли 19 век да се е добивало злато и селището да се е „сдобило“ с името си, а първото споменаване с това име да е от 16 век?! Всъщност, езикознанието дава отговора – с този корен се именуват селища, в които има нещо солено – почвите; подобни са Слатино, Слатина в Албания, Слатина в България и др).
3. Съгласно „Български тълковен речник“, стр.889. Слатина ж.обл.-означава:

- Извор, от който водата не блика, изтича бавно.
- Ниско място, където се стича околната вода.

Съгласно Българска енциклопедия – Данчов Н.Г., Данчов, Ив. Г., Книгоиздателство „Ст. Атанасов“ – София, 1936 г., стр. 1436:
- - 1. Слатина – извор, чиято вода не блика много силно.
  - 2. Слатино, село в Дубнишка околия, 1402 ж., тютюн.Южно от Дубница, край шосето Дубница-Горна Джумая.

В местността „Герено“ има няколко места от които водата бавно извира – мочурища. В Герено има около 80 извора. Цялата местност Герено е с много тресавища, извори, богата на подпочвена вода. В местността Герено се събират седем къси суходолия. До Герено протича река Бадинска. Също така от руски език Слатина:ж.диал.1) низкое место, кудй стекает вода; 2) източник из которого медленно вытекает вода. Навярно още първите заселници, на които това място е правило впечатление с богатството на водата, са дали на своето селище името Слатино.

## Културни и природни забележителности

### Храмове
- Параклис „Св. св. Петър и Павел“, съществува от незапомнени времена, изцяло е обновен през 2002 година. Заснет е и в българския игрален филм „Веригата“ (1964).
- Църква „Покров Богородичен“ – построена 1906 – 1908 година с храмов празник – 1 октомври. Строител на църквата е Илия Йосифов от Каракьой.

Иначе храм в селото е имало и преди този, построен бил през 1870 година, но на 04.04.1904 година при силното земетресение в Крупник(началото на Кресненското дефиле) с магнитуд 7,2/7,8 по скалата на Рихтер цялата черква се срутва и остава да стърчи само олтарът. Тогава слатинци са построили новия храм.Иконите в него са рисувани през 1870-1880 г.

### Образование
- Основно училище „Св. св. Кирил и Методий“ – основано 1934 година, основният камък на сградата на основното училище тържествено е положен на 20 септември 1936 г. Строежът е завършен за много кратък срок по стопански начин с материали и труд на жителите на Слатино. Първата учебна година е 1937/1938 в новата сграда. След 1944 година е преименувано на „Христо Смирненски“. Дълги години директор на основното училище е Първан Грозданов-учител по физика и математика.Основното училище е закрито през 2006 г.

В началото на Втората световна война, през 1941г.в училището е настанена германска военна част от 12-та германска сухопътна армия на фелдмаршал З.В.Лист, а сградата му е боядисана в защитен цвят. 
- Началното училище в Слатино по сведения на Георги Муструков съществува от 1854 г., който е учител в Слатино в периода 1901 – 1905 година (Според Асен Меджидиев училището в Слатино е открито през 1880 г.).Сградата на старото училище е била на мястото където днес се издига сградата на здравния дом.След  края на Първата световна война, през 1918/19г.в него е била разквартирувана френска окупационна военна част.
- Читалище „Просвета 1920“ е основано през 1919 година по инициатива на инженер Александър Каранджулов, завършил строително инженерство в Белгия през 1918 година. Новата сграда на читалището е построена през 1971 г., а официалното откриване е на 23 април 1972 г. Читалище „Просвета“ е действащо читалище, регистрирано под номер 1249 в Министерство на Културата на Република България Дейности: Група за автентичен фолклор, Кукерска група, Състав – художествено слово; библиотека – 5100 тома. На английски: „Prosveta“ Community Center (Village of Slatino)

### Археология
- Находки от праисторическо селище (Каменно-медната епоха/Енеолита 5000 – 4000 г. пр.н.е.). Открито е през 1939 г. от американския археолог Дж. Х. Гол.

- В периода 1980 – 1984 година в Слатино са извършени археологически проучвания под ръководството на доцент Стефан Чохаджиев от ОИМ – Кюстендил. Праисторическото селище е разположено върху плато в местността „Чардако“ на площ от 3200 m². Проучено е сондажно като са регистрирани пет жилищни хоризонта от ранния енеолит началото на V хил. пр.н.е.–(каменно-медната епоха). Върху малка площ от селището – в ями – са регистрирани следи от живот и от епохата на средния неолит. Открити са над 500 керамични съда, повечето от които са истински произведения на приложното изкуство; изключително разнообразна антропо- и зооморфна пластика, култови масички, модели на жилища и пещи и други предмети на бита. Сред оръдията на труда заслужава внимание наличието на меден клин (изработен от чиста мед) – най-ранният известен. Уникална находка е моделът на пещ с изобразена върху дъното календарна система. Някои от откритите предмети говорят за наличието на астрономически познания у енеолитния човек. Върху част от съдовете, а и върху отделни предмети, се срещат т.нар. „предписмени знаци“.

### Термални извори
- Минерални извори – през периода 1969 – 1970 година в местността „Герено“ са направени четири сондажа до дълбочина 600 метра. Температурата на водата е +25°С с общ дебит от 4-те сондажа 16.7[l/sec]-1980г. Минералната вода е хидрокарбонатна и освен сяра и сулфати има и повишено съдържание на флуор, което я прави подходяща за лечение на зъбен кариес и кожни заболявания.

## Други паметници
- Паметник на загиналите за Родината през Отечествената война 1944 – 1945 г.

## Редовни събития
- Събор на 29 юни – Петровден

## Религии
В периода 1557 – 1907 г. Слатино принадлежи в църковно-административно отношение към Самоковска епархия.Територията на Самоковската митрополия обхваща Самоковско, Дупнишко, Горноджумайско, Крупнишко и Разложко.
```
В периода 1557 – 1766 тя е в състава на Печката патриаршия, а от 1766 – 1870 е в състава на Цариградската патриаршия. Присъединена е към Българската екзархия веднага след учредяването и на 27.02.1870 г.със султански ферман.(Признатият на БПЦ ранг на патриаршия през 927г. е възстановен през 1953). След кончината на митрополит Доситей Самоковски през 1907 г. цялата Самоковска епархия, както и Слатино, преминават към Софийската света епархия, като Слатино е част от Дупнишката духовна околия към нея. Архиерейски наместник на Дупнишката духовна околия в гр. Дупница е протойерей Георги Паликарски; Храмове на Дупнишката духовна околия в гр.Дупница:Катедрален храм„Св. Георги Победоносец“(1895) и „Покров на Св. Богородица“(1816).
```

През XIX век църквата"Покров на Св.Богородица" е епископска на Самоковския митрополит.
```
Основно вероизповедание на жителите на Слатино е традиционното за страната – Източно православно. Храм:„Св. Покров Богородичен“(1908) с храмов празник-1 октомври. Други религии в Слатино не съществуват.
```

## Други
- Селската кооперация „Съгласие“ в село Слатино е основана на 19 май 1933 г. Утвърдена е от съда с окръжно №1949 от 30 октомври 1933 г., а публикацията е била извършена в Държавен вестник, бр.251 от 8 февруари 1934 г. Кооперация „Съгласие“ в село Слатино започва работа от 20 май 1933 г. Строителството на сградата на кооперативния дом започва от есента на 1959 г. и приключва през есента на 1961 г. Ползването на сградата, която е двуетажна и има 210 m². РЗП започва от 11 октомври 1961 г.
- Здравен дом – построен в периода март 1953 – 1954 година на два етажа с 200 m² РЗП по стопан9ски начин с материали и труд на жителите на Слатино. Ползването на сградата започва през 1959 г.На първият етаж има просторни лекарски и зъболекарски кабинети, както и манипулационна, на втория е разположена детската градина в която се влиза от отделен вход от източната страна на сградата.След извършената републиканска здравна реформа от 2000г.сградата постепенно загуби значението си на здравно заведение.
- Първият строително градоустройствен план е изработен през 1928 г. и е утвърден през 1933 г. Вторият и актуален строително градоустройствен план е утвърден през 1990 г. Съвременният административен център е оформен през 1964 г.
- Слатино е електрифицирано през 1936/37 г., а първият водопровод за питейна вода е изграден от м. „Пехчан дол“ през 1937/38 г. Рилският водопровод е построен през 50-те години на XX век с етернитови тръби.Стоманобетонните резервоари за питейна вода в м."Над Лазаровци"  са построени по времето на кмета Васил Александров.Рилският водопровод е основно модернизиран през есента на 2011 г. и зимата на 2012 г. с полиетиленови тръби по времето на кмета Сашка Тренева.
- Първата тухлена къща в Слатино е изградена през 1937 г.
- Петдесет и шести пехотен велешки полк. За участие във Втората световна война (1941 – 1945) полкът е формиран през септември 1942 година във Велес. През септември 1943 година влиза в състава на новосформираната 17-а пехотна щипска дивизия. На 7 септември 1944 година започва изтеглянето си от Македония, като част от състава му се присъединява към НОВМ. На 15 септември вече е на старата територия на България и се установява в с. Слатино, Дупнишко, в сградата на основното училище. На 28 ноември 1944 се премества в Горна Оряховица.

- Дренажен канал за оттичане на нечистата минерална вода от плажа и барището на село Слатино е изграден през 2011/2012г.,благодарение на спечеления проект на стойност 250 000 евро, който е съвместна разработка между община Бобошево и неправителствената организация „Извор” от община Кратово, Република С.Македония. Проектът озаглавен „Подобряване на туристическата инфраструктура на Бобошево и Кратово”, е финансиран от Европейския съюз по програма ИПА. В Слатино ръководител на проекта е кметът Сашка Тренева.

- Кюстендил » Бобошево » Слатино

село Слатино
EKATTE: 67252;
Кметство: KNL05-08;
Пощенски код: 2642;
Надм. височина:430m;
Област: Кюстендил,
Код област: KNL;
Община: Бобошево,
Код община: KNL05;
Регион: BG41

## Галерия
- Поглед към Рила
- Панорама към Рила планина
- Панорама 1984 г.
- Стара Къща
- Старата Oбщина в Бачовата къща
- Църквата „Св. Покров Богородичен“
- Параклис „Св.св.апостоли Петър и Павел“
- Централният площад със сградата на кметството и културния дом
- Основно Училище „Христо Смирненски“
- Минералният басейн
- Енеолитно селище (с. Слатино)